# Minimo
Minimo – przeglądarka internetowa dla urządzeń przenośnych, oparta na silniku Gecko (został wykorzystany w przeglądarce Mozilla Firefox).
Minimo pozostała na wczesnym etapie rozwoju (wersja 0.2). 13 listopada 2007 lider projektu, Doug Turner, ogłosił zakończenie prac nad przeglądarką oraz przejście do prac nad jego następcą. Obecnie rozwijany jest on pod nazwą Fennec.
Minimo miała stanowić konkurencję dla prekursora i lidera przeglądarek na rynku mobilnym – Opery, jak również zdobywające coraz większe uznanie przeglądarki oparte na silniku WebKit. Docelowo miała pracować na urządzeniach z ok. 32–64 MB pamięci RAM pod kontrolą systemu GNU/Linux i biblioteki GTK+.
Minimo posiada dwa tryby pracy – zwykły, w którym strony wyświetla dokładnie tak, jak przeglądarki dla komputerów PC (choć wówczas większość stron nie mieści się na małym ekranie), lub w trybie specjalnym, w którym odpowiednio modyfikuje wyświetlane strony tak, by korzystanie z nich na małym ekranie było wygodne.
Przeglądarkę udało się uruchomić w dystrybucji Familiar Linux 0.7.2 na palmtopach iPaq 5555 i 38xx oraz Nokii 770 pod kontrolą systemu Maemo, jak również w telefonach z serii FreeRunner pod kontrolą OpenMoko.